# Bulbophyllum curvibulbum
Bulbophyllum curvibulbum é uma espécie de orquídea (família Orchidaceae) pertencente ao gênero Bulbophyllum. Foi descrita por Charles Frappier e Eugène Jacob de Cordemoy em 1895.